# Meredith Brooks
Meredith Ann Brooks (12 de juny de 1958 Oregon, Estats Units) és una cantautora, guitarrista i productora musical nord-americana que va aconseguir reconeixement mundial a la dècada dels noranta amb el seu àlbum Blurring the Edges i especialment amb el senzill «Bitch». El 1998 va publicar l'àlbum Deconstruction, producció que no va aconseguir els resultats comercials esperats, igual que els seus següents àlbums d'estudi, Bad Bad One (2002), Shine (2004) i If I Could Be... (2007).

## Carrera

### Dècada dels noranta
L'any 1995 Brooks va signar un contracte discogràfic amb el segell Capitol Records. Dos anys després va ser publicat el seu primer senzill «Bitch», el qual li va valer una nominació per al premi Grammy a millor intèrpret femenina de rock. El senzill va aconseguir la certificació de disc de platí en terres australianes. El seu àlbum debut Blurring the Edges es va convertir també en disc de platí i va aconseguir la posició número 22 en la llista d'èxits Billboard 200 als Estats Units. L'àlbum va ser produït per David Ricketts, el teclista del disc.
Després de l'èxit de «Bitch», Meredith va publicar el seu segon senzill, titulat «I Need», el qual va tenir un vídeo musical que va passar gairebé inadvertit a causa de l'èxit del seu primer senzill. El tercer senzill va ser «What Would Happen», amb el qual va aconseguir un èxit moderat però que finalment es va posicionar bé a les llistes d'èxits. Aquell mateix any va participar en el festival Lilith Fair al costat d'artistes com Sarah McLachlan, Sheryl Crow, Jewel i Lisa Loeb. Entre 1997 i 1998 va fer concerts al seu país natal i a Europa. Per capitalitzar la fama obtinguda per l'artista, l'11 de novembre de 1997 va ser publicat un àlbum titulat See It Through My Eyes, amb enregistraments originals de la dècada de 1980.
El 30 de març de 1998 Brooks es va encarregar d'obrir els concerts de Rolling Stones a Argentina. Durant la seva presentació, el públic va començar a reclamar la banda britànica, llançant tampons i pedres a l'escenari, i copejant a Meredith en un ull. L'endemà Brooks va sortir a l'escenari usant una samarreta de la selecció argentina de futbol, però el públic novament es va mostrar molt agressiu. Després d'interpretar la cançó «Bitch», va llançar la samarreta a terra i es va retirar de l'escenari.
Un any després va ser publicat l'àlbum Deconstruction. Encara que Meredith va decidir realitzar la promoció d'aquesta nova producció a Europa per l'auge de la música pop en aquest continent, però l'àlbum no va tenir un bon acolliment. La cançó «Sin City» va ser utilitzada a la pel·lícula Snake Eyes de Nicholas Cage, i es va enregistrar un vídeoclip per al senzill «Lay Down (Candles in the Rain)».

### Dècada dels 2000
Després del fracàs comercial que va representar Deconstruction, Meredith va acabar la seva relació laboral amb Capitol i l'any 2002 va signar un contracte amb el segell independent Gold Circle Records, amb el qual va publicar el seu tercer àlbum d'estudi, Bad Bad One. El senzill «Shine» va aconseguir situar-se a la posició núm. 35 en les llistes d'èxits. Aquell mateix any va produir l'àlbum BareNaked de la cantant i actriu Jennifer Love Hewitt i va aparèixer al programa Divas Las Vegas de VH1 al costat de Celine Dion i Anastacia.
Brooks va signar un contracte amb SLG Records i va publicar novament Bad Bad One amb el nom de Shine el 2004. La cançó homònima va ser usada com a tema principal al programa de televisió Dr. Phil entre 2004 i 2008. El 2007 Brooks va gravar un àlbum de música infantil titulat If I Could Be....

## Discografia

### Àlbums d'estudi
| Any  | Àlbum                  |
| ---- | ---------------------- |
| 1997 | Blurring the Edges     |
| 1997 | See It Through My Eyes |
| 1999 | Deconstruction         |
| 2002 | Bad Bad One            |
| 2004 | Shine                  |
| 2007 | If I Could Be...       |

### Senzills
| Any  | Senzill                          | Posició en llistes | Posició en llistes | Posició en llistes | Posició en llistes | Posició en llistes | Posició en llistes | Posició en llistes | Posició en llistes | Posició en llistes | Àlbum              |
| Any  | Senzill                          | EE.UU.             | EE.UU.             | EE.UU.             | EE.UU.             | Regne Unit         | Irlanda            | P.Baixos           | Austràlia          | N.Zelanda          | Àlbum              |
| Any  | Senzill                          | Hot 100            | Main Top 40        | Adult Top 40       | Modern Rock        | Regne Unit         | Irlanda            | P.Baixos           | Austràlia          | N.Zelanda          | Àlbum              |
| ---- | -------------------------------- | ------------------ | ------------------ | ------------------ | ------------------ | ------------------ | ------------------ | ------------------ | ------------------ | ------------------ | ------------------ |
| 1997 | "Bitch"                          | 2                  | 1                  | 14                 | 4                  | 6                  | 12                 | 15                 | 2                  | 4                  | Blurring the Edges |
| 1997 | "I Need"                         | —                  | —                  | —                  | —                  | 28                 | —                  | —                  | —                  | —                  | Blurring the Edges |
| 1998 | "What Would Happen"              | 46                 | 15                 | 21                 | —                  | 49                 | —                  | —                  | —                  | —                  | Blurring the Edges |
| 1998 | "Stop"                           | —                  | 40                 | —                  | —                  | —                  | —                  | —                  | —                  | —                  | Blurring the Edges |
| 1999 | "Lay Down (Candles in the Rain)" | —                  | —                  | —                  | —                  | —                  | —                  | 81                 | —                  | —                  | Deconstruction     |
| 1999 | "Shout"                          | —                  | —                  | —                  | —                  | —                  | —                  | —                  | —                  | —                  | Deconstruction     |
| 2004 | "Shine"                          | —                  | —                  | 35                 | —                  | —                  | —                  | —                  | —                  | —                  | Bad Bad One        |
| 2004 | "You Don't Know Me"              | —                  | —                  | —                  | —                  | —                  | —                  | —                  | —                  | —                  | Bad Bad One        |
| 2004 | "Where Lovers Meet"              | —                  | —                  | —                  | —                  | —                  | —                  | —                  | —                  | —                  | Bad Bad One        |